# リフー島
座標: 南緯20度54分 東経167度12分 / 南緯20.900度 東経167.200度

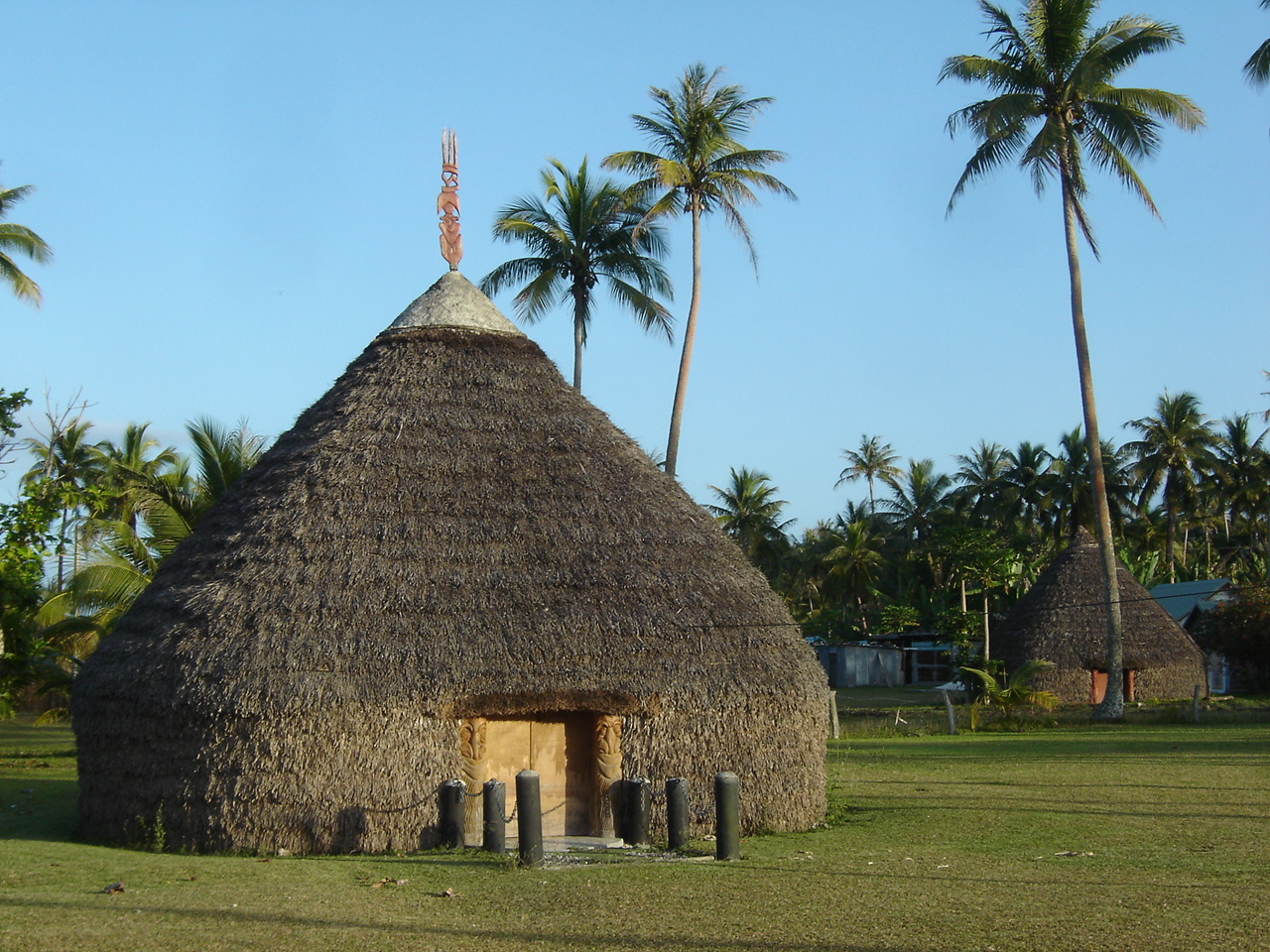
リフーの風景

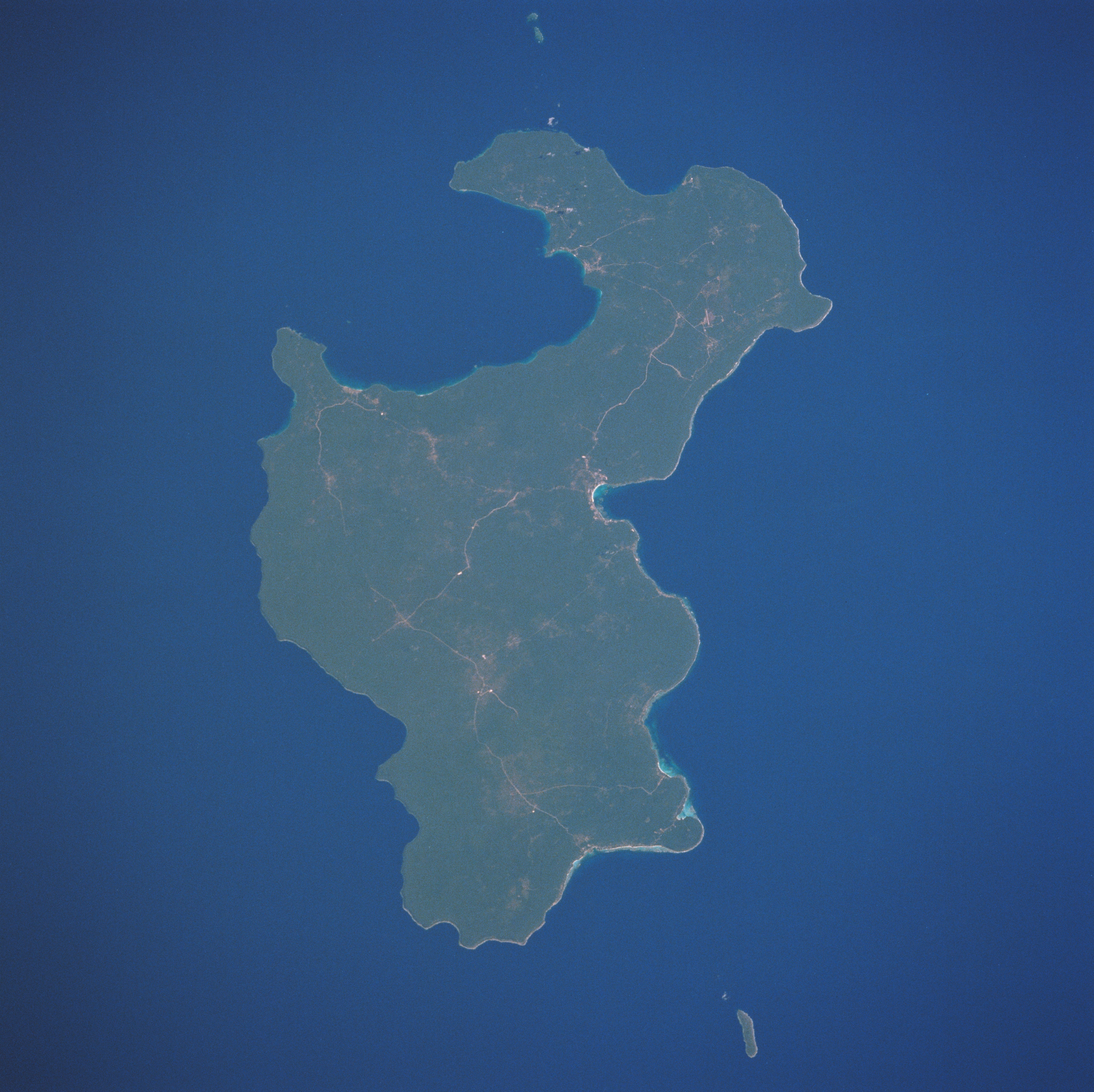
リフー島

リフー島（リフーとう、フランス語: Lifou）は南太平洋にある島である。フランス領ニューカレドニアのロイヤルティ諸島中部にある。

## 概要
行政区域としては、リフー・コミューンに属する。ロイヤルティ諸島（ロワイヨテ諸島）の首都ウエがある。1860年にイギリス人宣教師が持ち込んだバニラが名産。

## 地理
面積は1,197.1km2、
環礁の一部であり、低平で島内には河川や丘陵は無い。

### 人口
2004年時点の人口は、10,151人。

## 対外関係

### 姉妹都市･提携都市
姉妹都市
- 利府町（日本国 東北地方 宮城県 宮城郡）
1980年（昭和55年）9月5日 - 姉妹都市提携調印[2][3]。

## 経済

### 産業
- 主な産業は、観光業である。
- 主な輸出品には、コプラ、ゴム、バニラ、サトウキビなどがある。

## 観光

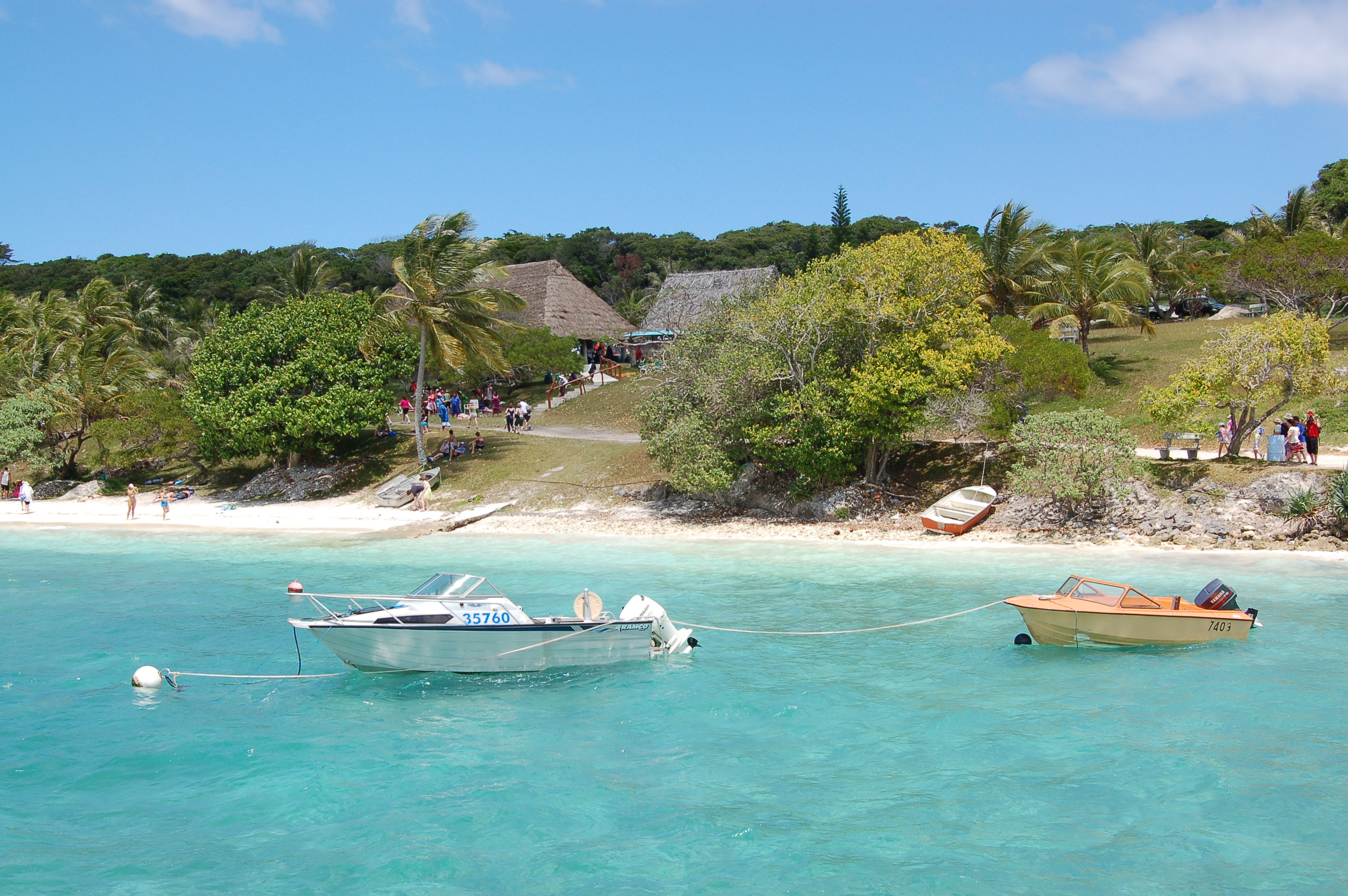
サンタル湾

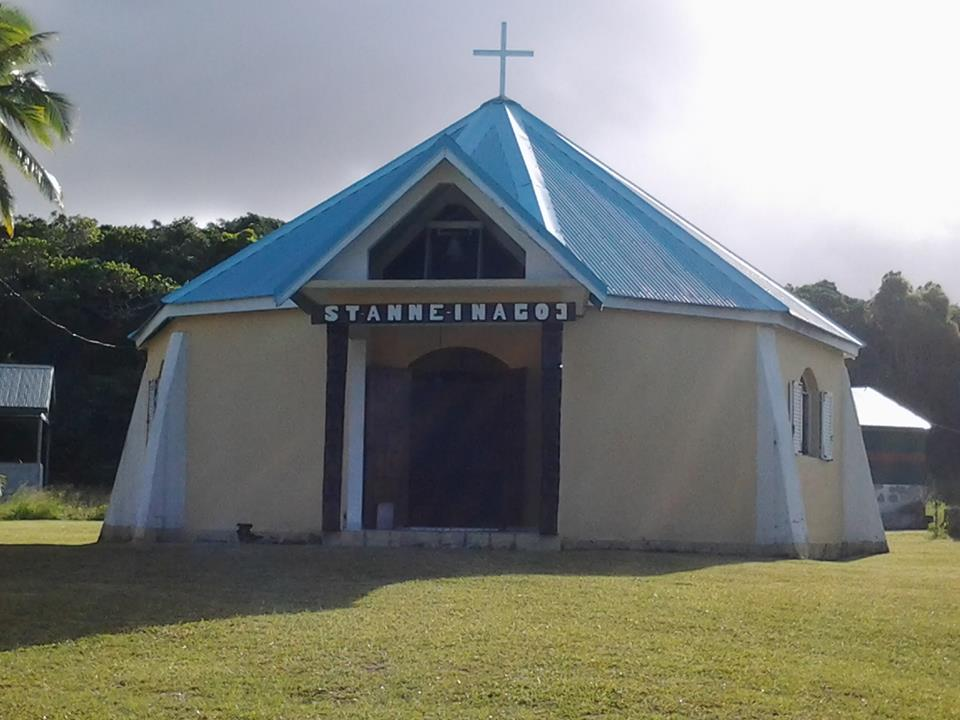
聖アンナ礼拝堂

### 観光スポット
- 聖アンナ礼拝堂
- サンタル湾